# Eusko
El eusko es una moneda local emitida por la "Eusko Moneta erakundea", y es una de las monedas activas en el País Vasco. Se utiliza principalmente en el País Vasco francés y en Navarra. La moneda se creó el 31 de enero de 2013.[cita requerida]

## Características
El valor más pequeño del eusko es el formato de un eusko, por lo que no se puede separar en menos de esa cantidad. El eusko tiene un valor igual al euro, por lo que el precio de un artículo se puede pagar totalmente en euskos, pero si el artículo no tiene un precio redondo, la diferencia se pagará en centavos. (Ejemplo: si un artículo cuesta 3,50 euros, se puede pagar con 3 euskos y 50 céntimos de euro)
Su lema es "Euskoa denen esku", que significa "El eusko en las manos de todos".

### Formato
El eusko tiene un formato basado en notas que permite al usuario operar con valores que van desde una nota eusko hasta veinte notas eusko. La apariencia de las notas varía según el valor de la nota:
- El billete de un eusko es azul, y tiene una imagen de una txalaparta en ella.
- La nota de dos eusko es roja, y tiene una escena de un baile folklórico en ella.
- El billete de cinco eusko es gris, y tiene una escena de campo en ella.
- El billete de diez eusko es amarillo, y tiene una imagen de una pizarra con los verbos vascos de la forma "Nor-Nori-Nork".
- El billete de veinte eusko es de color púrpura, y tiene una imagen de un puerto industrial que muestra algunas grúas.

Varios sistemas de seguridad protegen los billetes contra la falsificación, similares a las que tiene el euro. Estos incluyen:
- Un complejo filigrana.
- Una marca de oro calentada.
- Marcas establecidas para personas ciegas para identificar el valor del billete.

## Objetivos
El objetivo del eusko es animar a la comunidad a que compre a los comerciantes locales. Esto fortalece potencialmente la economía local y reduce el daño ecológico causado por las largas cadenas de suministro. Además, pretende promover la solidaridad.

## Historia

### Predecesores
La idea del eusko nace cuando la AMBES (Asociación francesa para la creación de un mundo local vasco, ecológico y solidario) tomó el ejemplo de otra moneda que funcionaba en Francia, y pensó que podría ser rentable y aplicable al País Vasco. La elección del nombre surgió cuando el AMBES pidió a los ciudadanos que eligieran un nombre para su moneda óptima.

### Primeros paso
El eusko dio sus primeros pasos el 31 de enero de 2013, con un número inicial de 126.500 ejemplares. Desde el principio el eusko fue aceptado en todos los establecimientos asociados. Según los creadores del eusko, 310 empresas y negocios aceptan el eusko como una forma de pago, y el eusko se ha extendido a más de 1500 usuarios. El AMBES dijo que eusko tendría un sistema de tarjetas de crédito en 2015.[cita requerida]